# Thunbergien
Die Thunbergien (Thunbergia), manchmal auch Himmelsblumen genannt, sind eine Pflanzengattung innerhalb der Familie der Akanthusgewächse (Acanthaceae). Die 90 bis 300 paläotropischen Arten sind von den tropischen bis zu den subtropischen Gebieten in Afrika, Madagaskar, Asien und Australien verbreitet. Einige Arten und ihre Sorten sind Zierpflanzen für Parks, Gärten und Wintergärten. Einige Arten, wie Thunbergia grandiflora, neigen zum Verwildern und treten so in vielen tropischen Ländern als invasive Pflanzen auf.

## Beschreibung

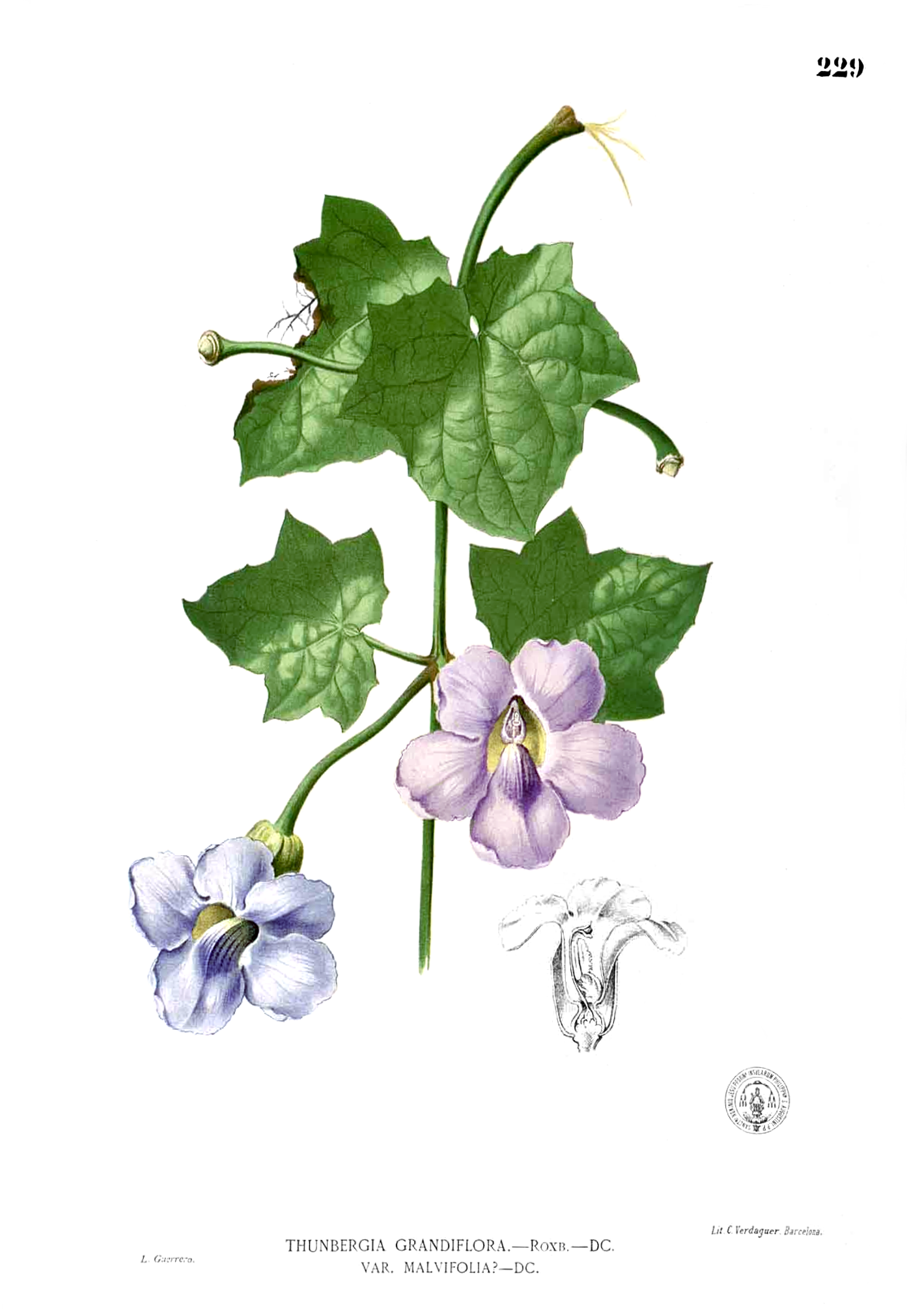
Illustration von Thunbergia grandiflora

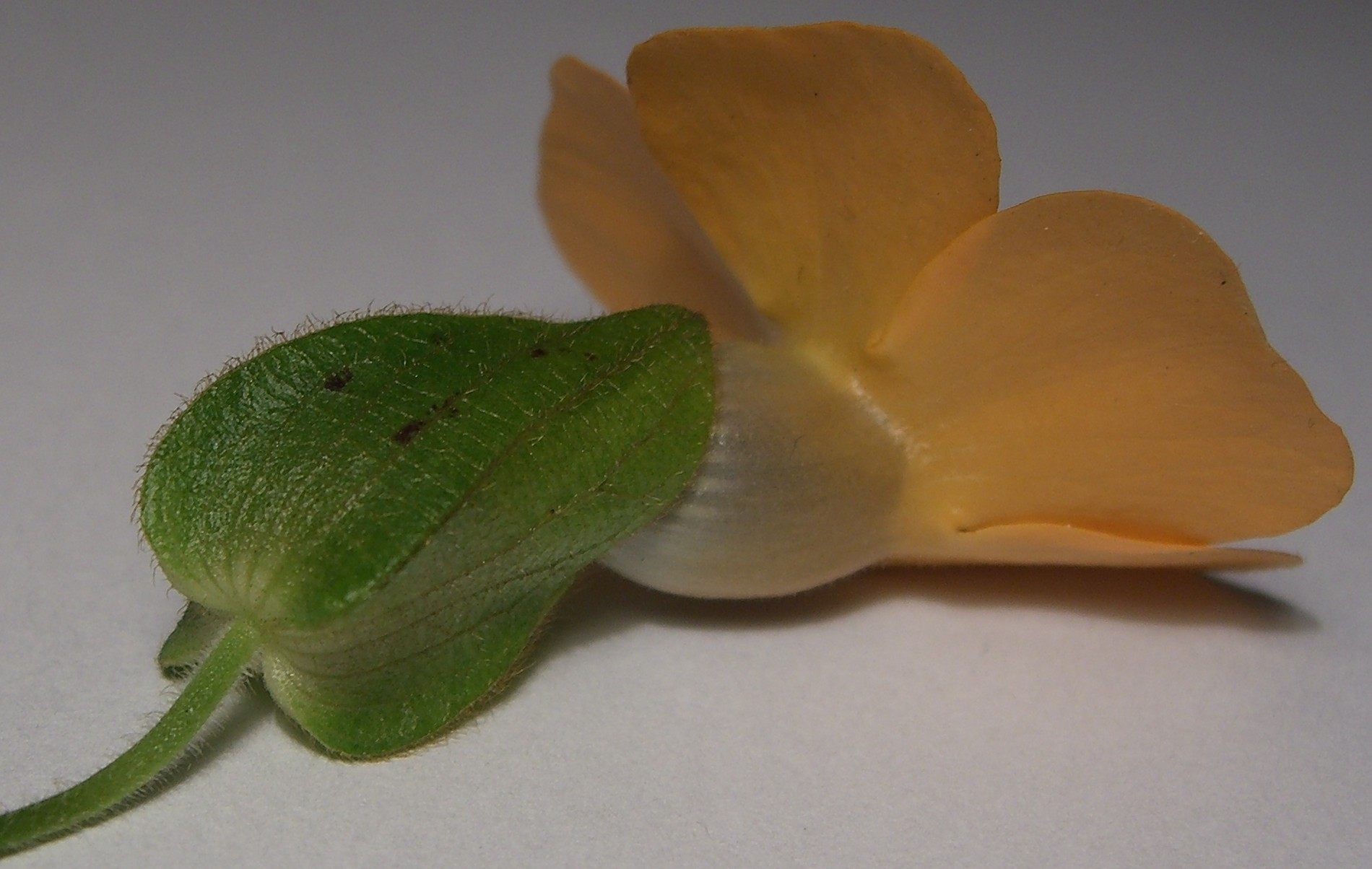
Blüte der Schwarzäugigen Susanne (Thunbergia alata) und die zwei behaarten, grünen Deckblätter von hinten

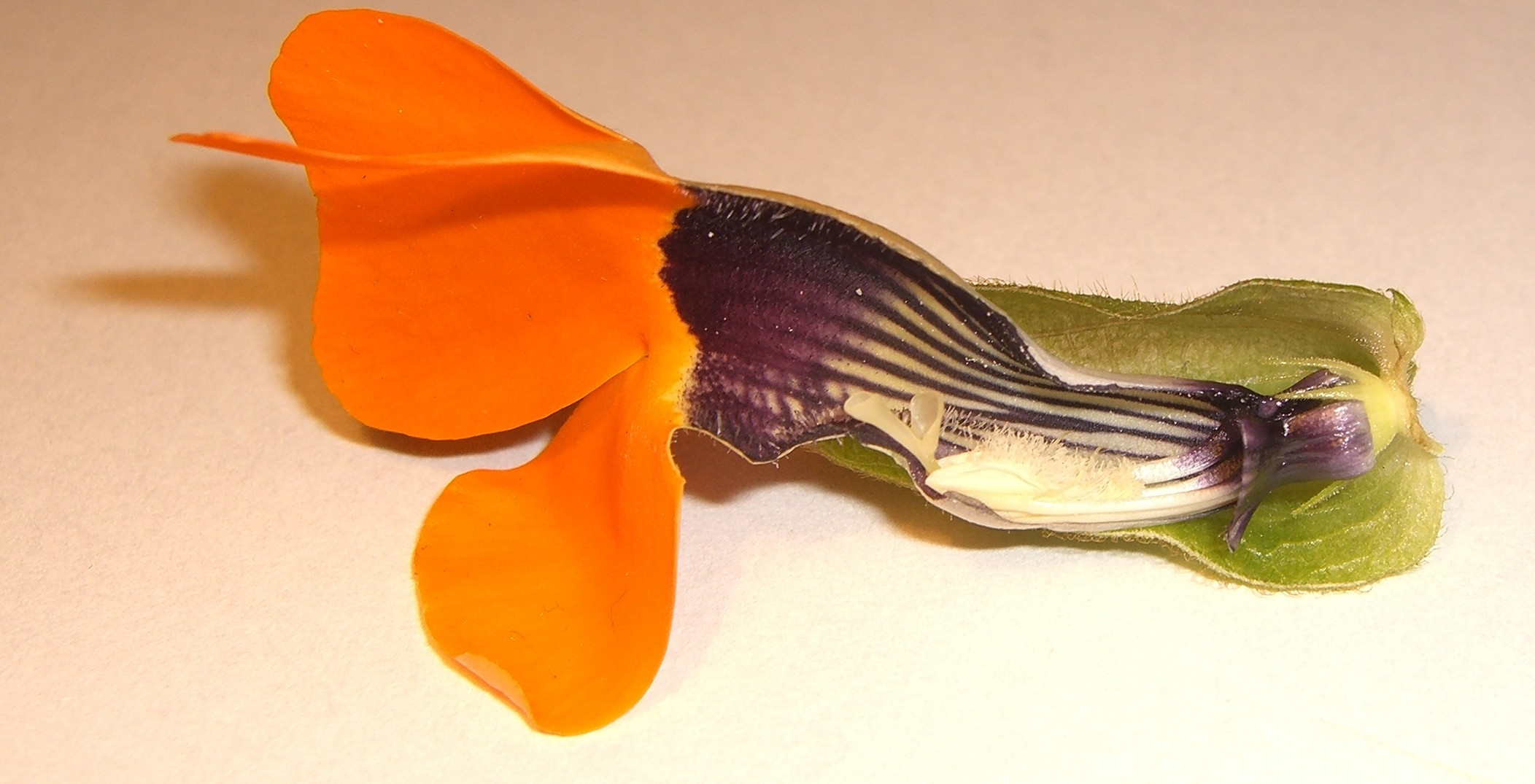
Schwarzäugige Susanne (Thunbergia alata): Blüte und Deckblatt aufgeschnitten: Von rechts nach links: Deckblatt, gelblich-grüner Kelch (nicht geschnitten also von außen), gebogene Kronröhre, Staubblätter und zweilappiger Griffel, orangefarbene Kronlappen

### Erscheinungsbild und Blätter
Thunbergia-Arten wachsen als kletternde, ausdauernde krautige Pflanzen (die Schwarzäugige Susanne (Thunbergia alata) wird oft als einjährige Pflanze kultiviert), selten sind es aufrecht wachsende Sträucher. Die gegen den Uhrzeigersinn windenden Stängel sind vierkantig bis zylindrisch. Die gegenständig angeordneten, gestielten Laubblätter sind meist einfach. Die Blattränder sind glatt. Nebenblätter fehlen.

### Blütenstände und Blüten
Die Blüten stehen einzeln oder zu zweit in end- oder seitenständigen traubigen oder zymösen Blütenstände und sind verschiedengestaltig. Es sind keine Tragblätter vorhanden. Je Blüte sind meist zwei aufrechte Deckblätter vorhanden, die untereinander verwachsen sein können. Die oft großen, zwittrigen Blüten sind fünfzählig und mehr oder weniger stark zygomorph. Die meist fünf (selten 8 bis 20) Kelchblätter sind gleich bis sehr verschieden lang und nur an ihrer Basis oder vollkommen miteinander verwachsen; der Kelch kann zu einem Ring reduziert sein. Die fünf Kronblätter sind röhren- bis trichterförmig verwachsen mit fünf ungleichen Kronlappen. Die Farbe der Kronblätter ist gelb bis orangefarben, oder weiß bis blau. Es sind vier fertile Staubblätter vorhanden, die untereinander frei oder verwachsen sind. Es ist ein Diskus vorhanden. Zwei Fruchtblätter mit zwei Samenanlagen je Fruchtknotenkammer sind zu einem oberständigen Fruchtknoten verwachsen. Der Griffel endet in einer einfachen becherförmigen oder zweilappigen Narbe. Die Bestäubung erfolgt durch Insekten (Entomophilie).

### Früchte und Samen
Meist zwei bis vier halbkugelige bis eiförmige Samen reifen in zweifächerigen Kapselfrüchten. Bei manchen Arten besitzen die Samen einen Arillus. Die Verbreitungseinheit (Diaspore) ist der Same.

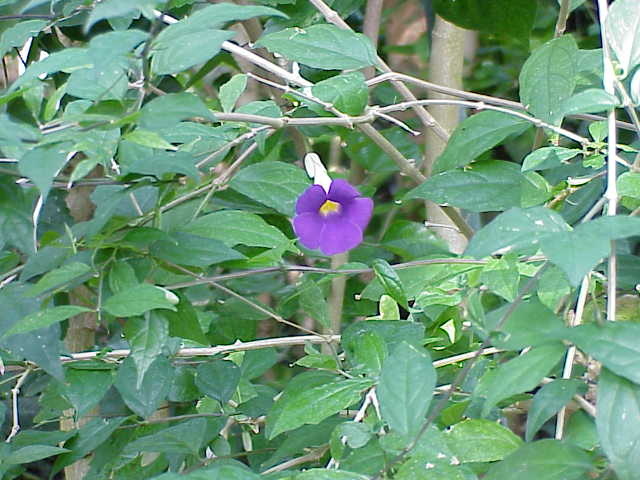
Aufrechte Thunbergia (Thunbergia erecta)

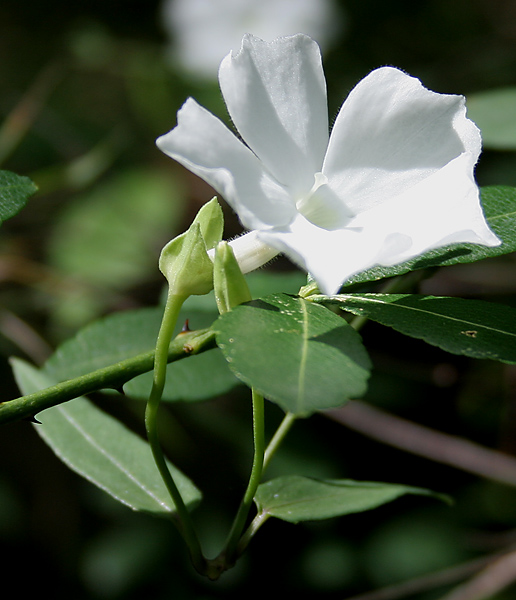
Thunbergia fragrans

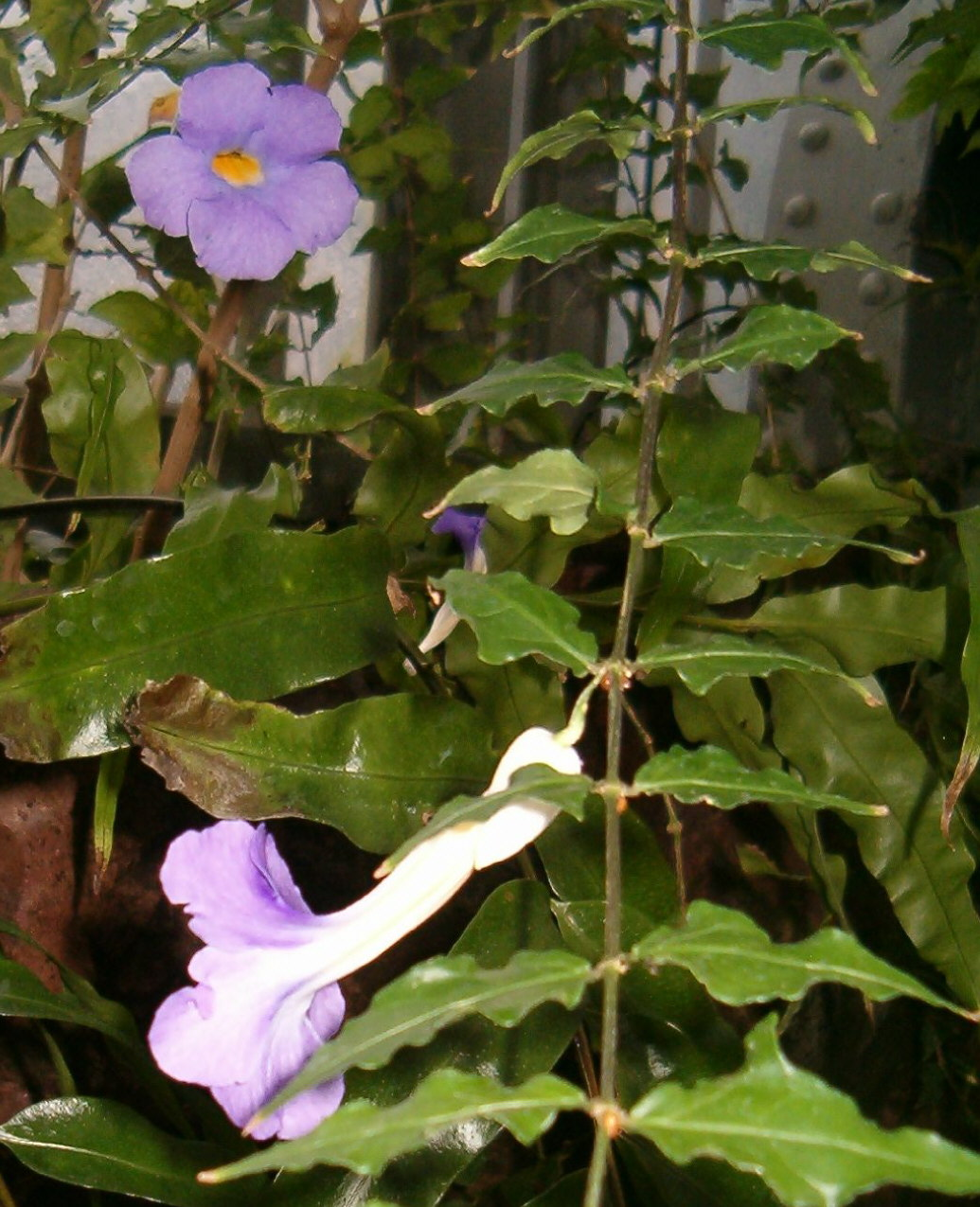
Aufrechte Thunbergia (Thunbergia erecta)

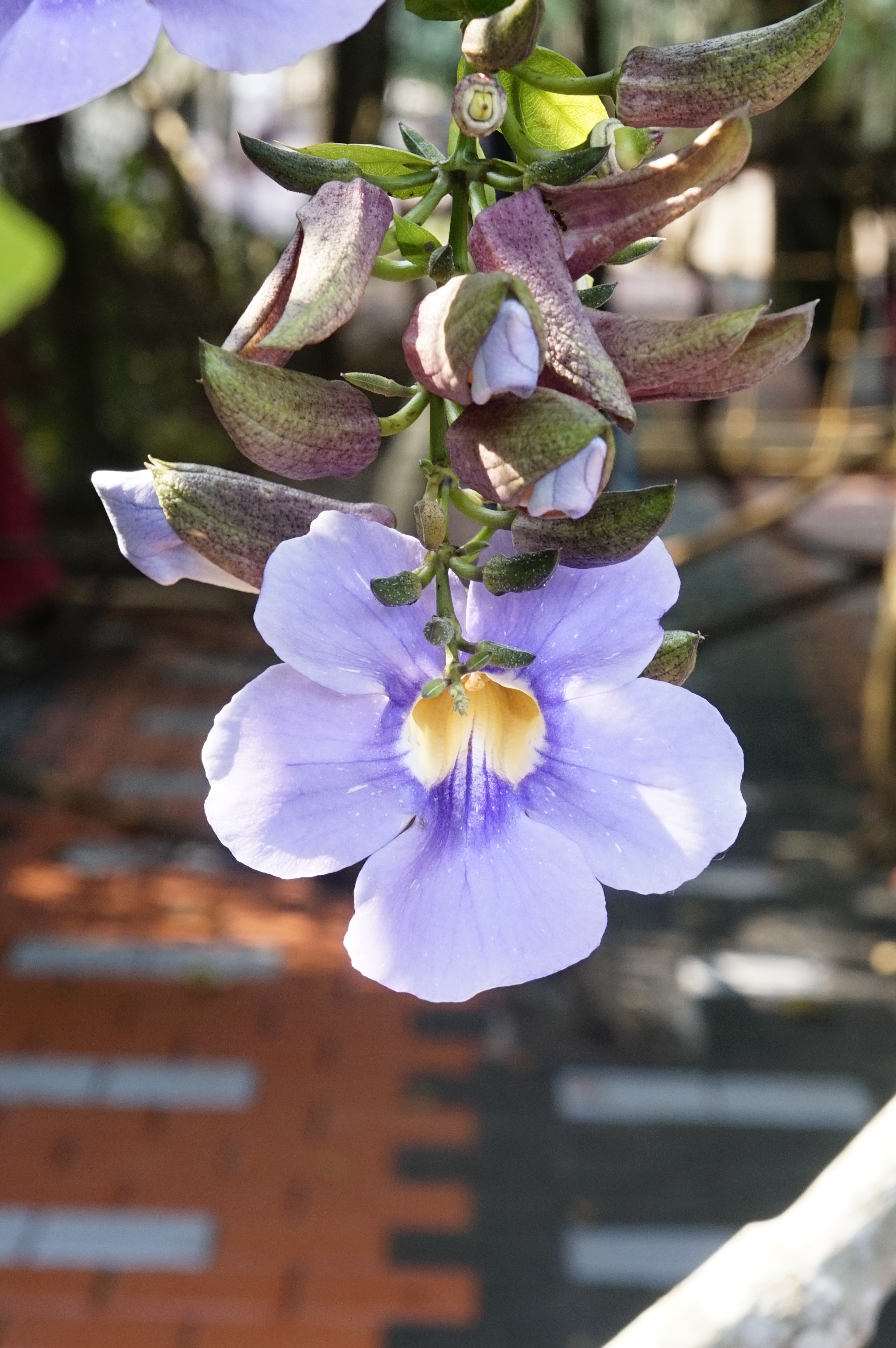
Thunbergia laurifolia

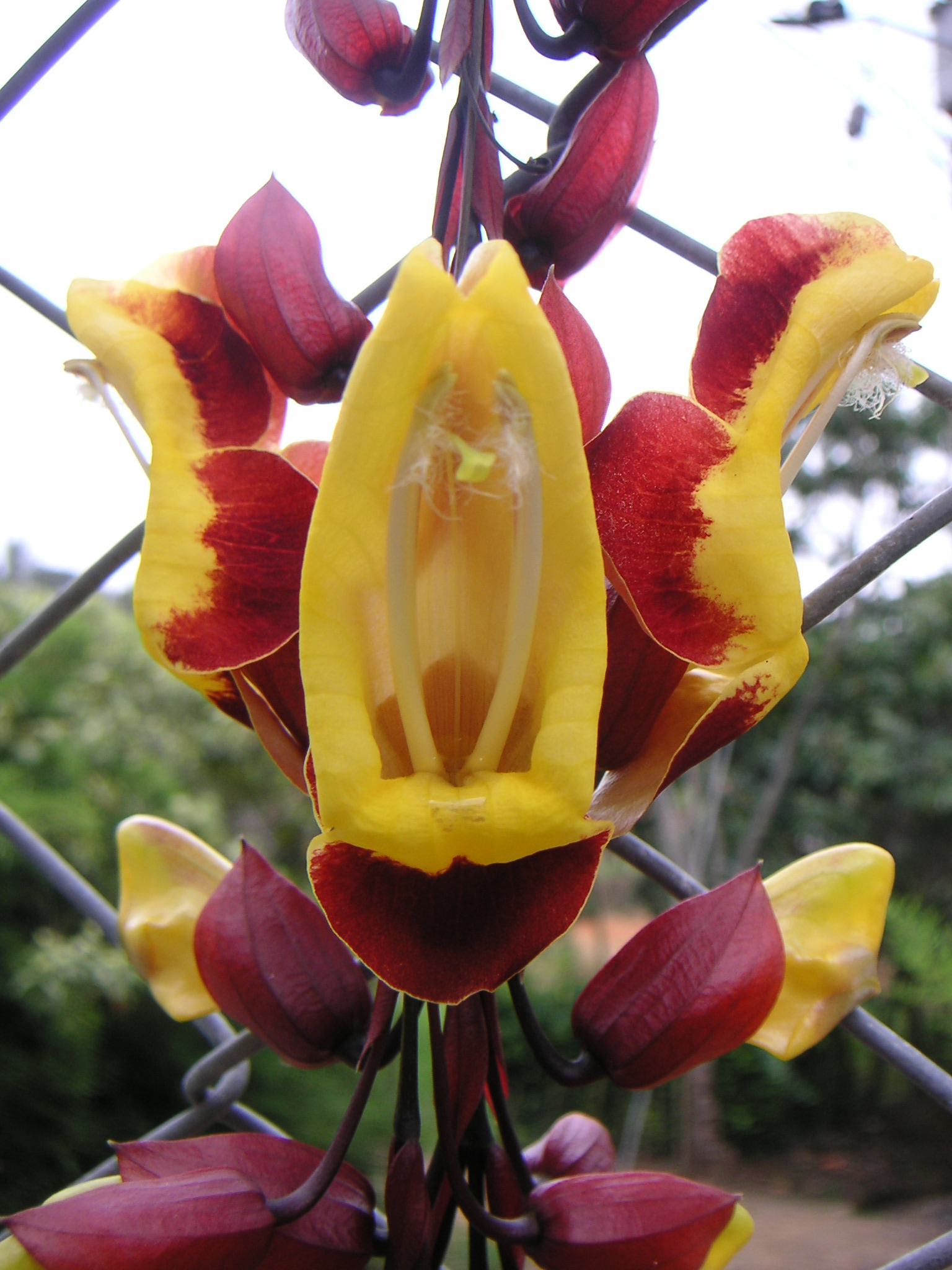
Thunbergia mysorensis

## Verbreitung und Systematik
Die Thunbergia-Arten sind von den tropischen bis zu den subtropischen Regionen in Afrika, Madagaskar, Asien und Australien verbreitet.
Die Gattung Thunbergia gehört zur Unterfamilie Thunbergioideae innerhalb der Familie der Acanthaceae. Sie wurde früher in eine eigene Familie Thunbergiaceae gestellt.
Die Gattung Thunbergia wurde 1776 durch Anders Jahan Retzius Physiographiska Sälskapets Handlingar, 1, 3, S. 163 aufgestellt. Typusart ist Thunbergia capensis Retz. Thunbergia Retz. nom. cons. wurde nach den Regeln der ICN gegenüber dem älteren Homonym Thunbergia Montin nom. rej. konserviert (Melbourne ICN Art. 14.10 & App. III, Art. 53). Synonyme für Thunbergia Retz. sind: Flemingia Roxb. ex Rottler, Hexacentris Nees. Der Gattungsname Thunbergia ehrt den schwedischen Botaniker und Pflanzensammler Carl Peter Thunberg (1743–1828).
Es gibt etwa 90 bis 300 Arten in der Gattung Thunbergia (Auswahl):
- Thunbergia affinis S.Moore: Elfenbeinküste bis Angola.[4]
- Schwarzäugige Susanne (Thunbergia alata Bojer ex Sims): Tropische und südliches Afrika mit Madagaskar.[4]
- Thunbergia annua Nees: Niger bis Äthiopien und Tansania, dazu nördliches Botswana.[4]
- Thunbergia angulata Hils. & Bojer ex Hook.: Madagaskar.[4]
- Thunbergia atriplicifolia E.Mey.: Südliches Afrika.[4]
- Thunbergia battiscombei Turrill: Süd-Sudan bis Kenia.[4]
- Thunbergia bicolor (Wight) Lindau (Syn.: Thunbergia wightiana T.Anderson)
- Thunbergia coccinea Wall. ex D.Don: Sie kommt in Indien, Nepal, Bhutan, Myanmar, Thailand und China vor.[1] In China kommt sie im südöstlichen Xizang und in Yunnan in Höhenlagen zwischen 800 und 1000 Metern Meereshöhe vor.[5]
- Thunbergia crispa Burkill: Tansania bis südliches tropisches Afrika.[4]
- Thunbergia cyanea Nees: Madagaskar.[4]
- Thunbergia dregeana Nees: Südliches tropisches und südliches Afrika.[4]
- Thunbergia eberhardtii Benoist: Sie kommt in dichten Wäldern in Hainan und in Vietnam vor.[5]
- Thunbergia elegans Borzí
- Aufrechte Thunbergia (Thunbergia erecta (Benth.) T.Anderson, Syn.: Thunbergia ikbaliana De Wild.[4]): Sie kommt im tropischen Westafrika und in Kamerun vor.[1]
- Thunbergia fragrans Roxb. (Syn.: Thunbergia convolvulifolia Baker, Flemingia grandiflora Roxb. ex Rottler, Thunbergia volubilis Pers., Thunbergia cordata Colla): Sie kommt ursprünglich in Indien, Nepal, Bhutan, Sri Lanka, Kambodscha, Thailand, Laos, Vietnam, China, Taiwan und auf den Philippinen vor und ist in Mexiko, Florida, in der Karibik, in Mittel- und Südamerika ein Neophyt.[1]
- Thunbergia gibsonii S.Moore: Südwestliches Kenia.[4]
- Thunbergia gracilis Benoist: Madagaskar.[4]
- Großblütige Thunbergia (Thunbergia grandiflora Roxb., Syn.: Thunbergia cordifolia Nees): Nepal bis südliches China und Malaiische Halbinsel.[4]
- Thunbergia gregorii S.Moore: Südliches Äthiopien bis Burundi und Tansania.[4]
- Thunbergia huillensis S.Moore: Westliches Tansania bis südliches tropisches Afrika.[4]
- Thunbergia lancifolia T.Anderson: Tansania bis südliches tropisches Afrika.[4]
- Thunbergia laurifolia Lindl.: Sie kommt ursprünglich in Myanmar und Malaysia vor und ist in Australien, auf Hawaii und in Französisch-Polynesien ein Neophyt.[1]
- Thunbergia leucorhiza Benoist: Madagaskar.[4]
- Thunbergia lutea T.Anderson (Syn.: Thunbergia salweenensis W.W.Sm.): Sie kommt in Indien, Nepal, Bhutan, Myanmar, Yunnan und im südöstlichen Xizang in Höhenlagen zwischen 1000 und 2500 Metern Meereshöhe vor.[1][5]
- Thunbergia mysorensis (Wight) T.Anderson: Sie kommt ursprünglich in Indien vor.[1]
- Thunbergia natalensis Hook.: Südliches Äthiopien und Tansania bis südliches Afrika.[4]
- Thunbergia neglecta Sond.: Südliches Afrika.[4]
- Thunbergia petersiana Lindau: Süd-Sudan bis südliches tropisches Afrika.[4]
- Thunbergia reticulata A.Rich.: Eritrea bis südliches Afrika.[4]
- Thunbergia subalata Lindau: Südliches tropisches Afrika.[4]
- Thunbergia vogeliana Benth.: Sie kommt im tropischen Westafrika und im tropischen Zentralafrika vor.[1]

Nicht mehr zur Gattung gehören:
- Thunbergia hawtayneana Wall. → Meyenia hawtayneana (Wall.) Nees

## Bilder
Weitere Bilder:

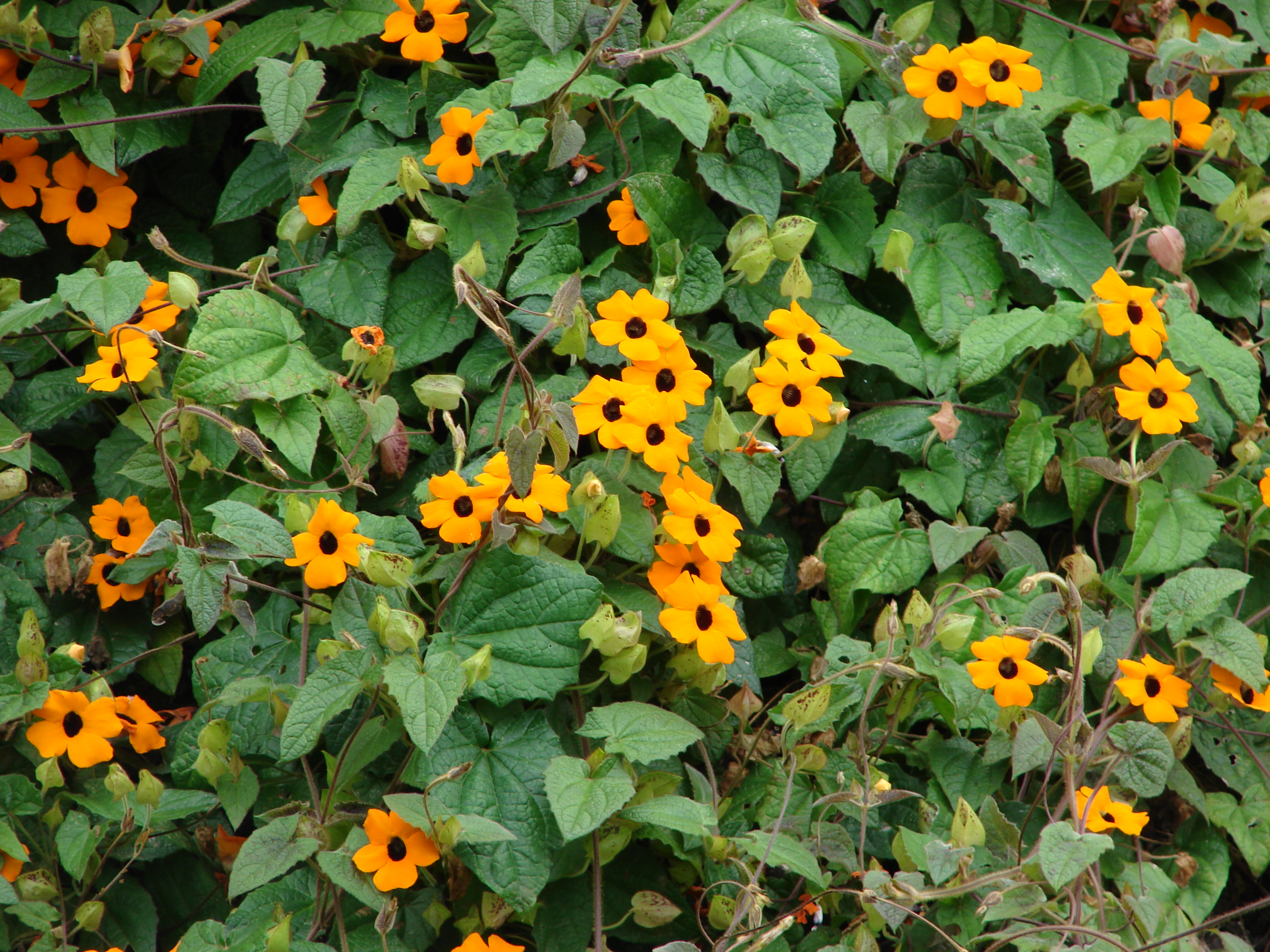
Schwarzäugige Susanne (Thunbergia alata)
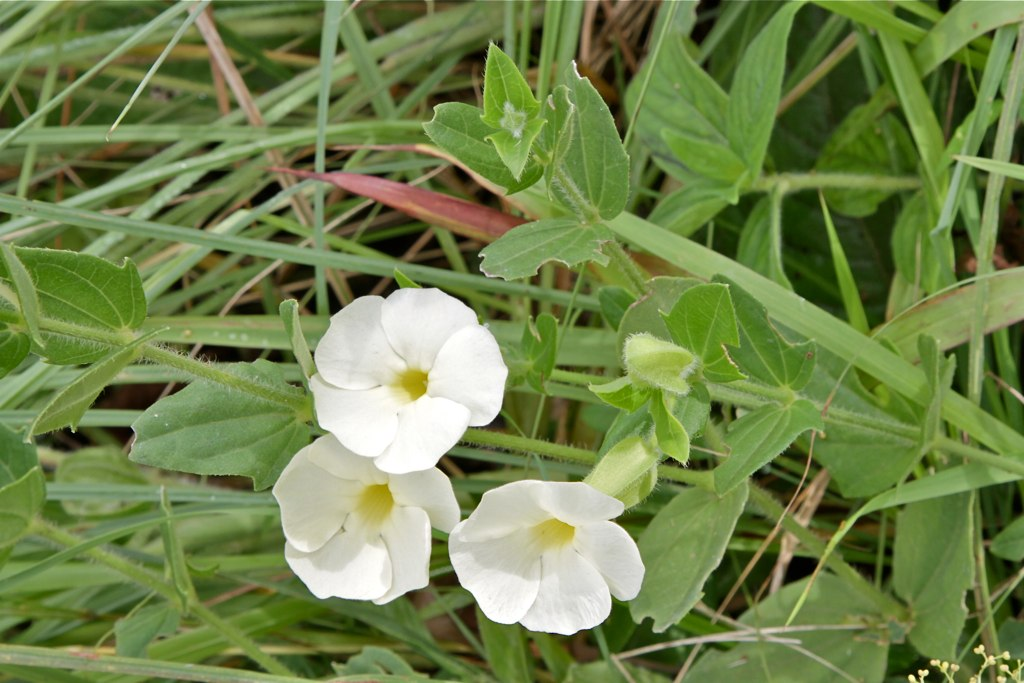
Thunbergia atriplicifolia
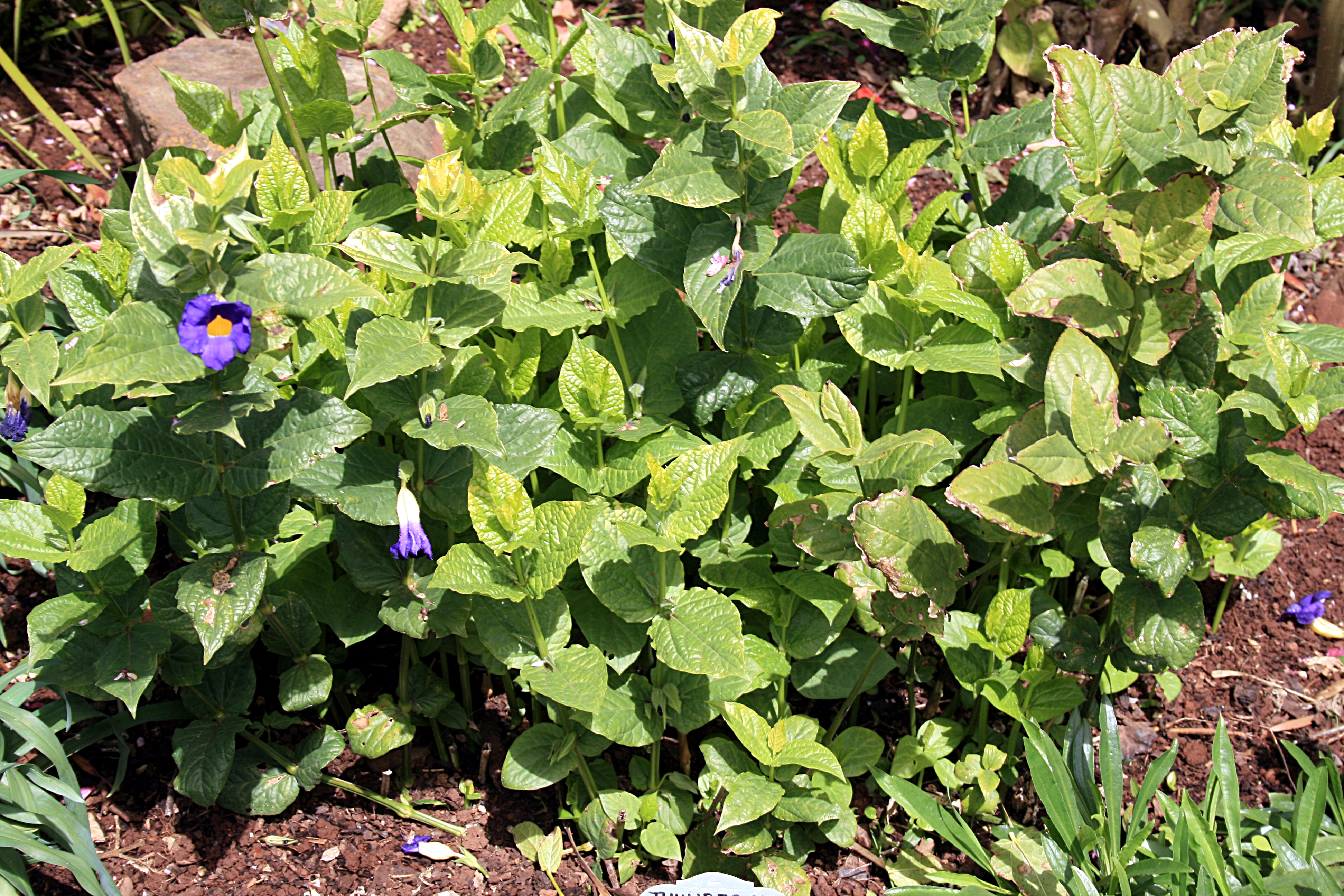
Thunbergia battiscombei
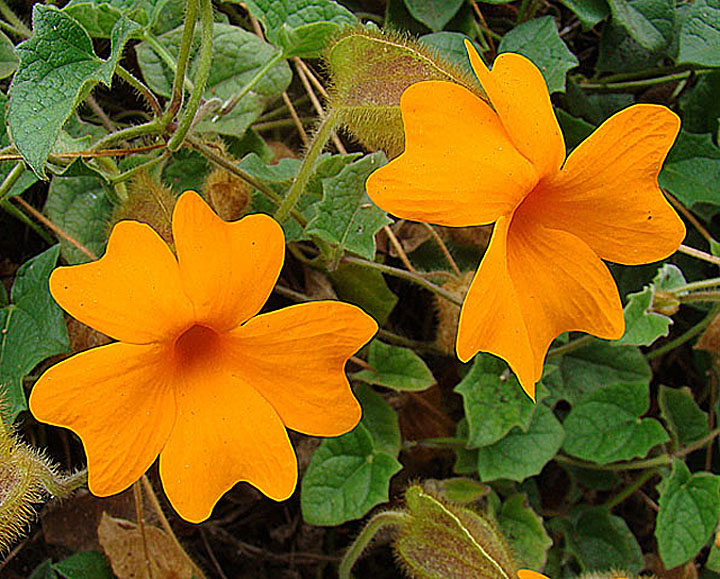
Thunbergia gregorii
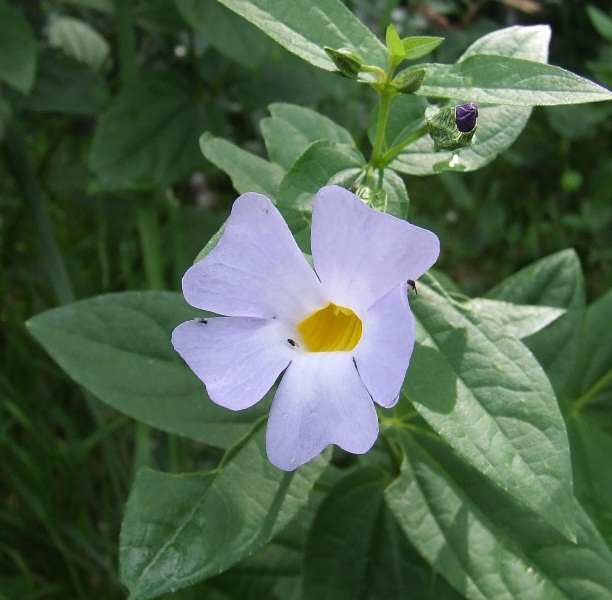
Thunbergia natalensis